# Lac Elton
Pour les articles homonymes, voir Elton.

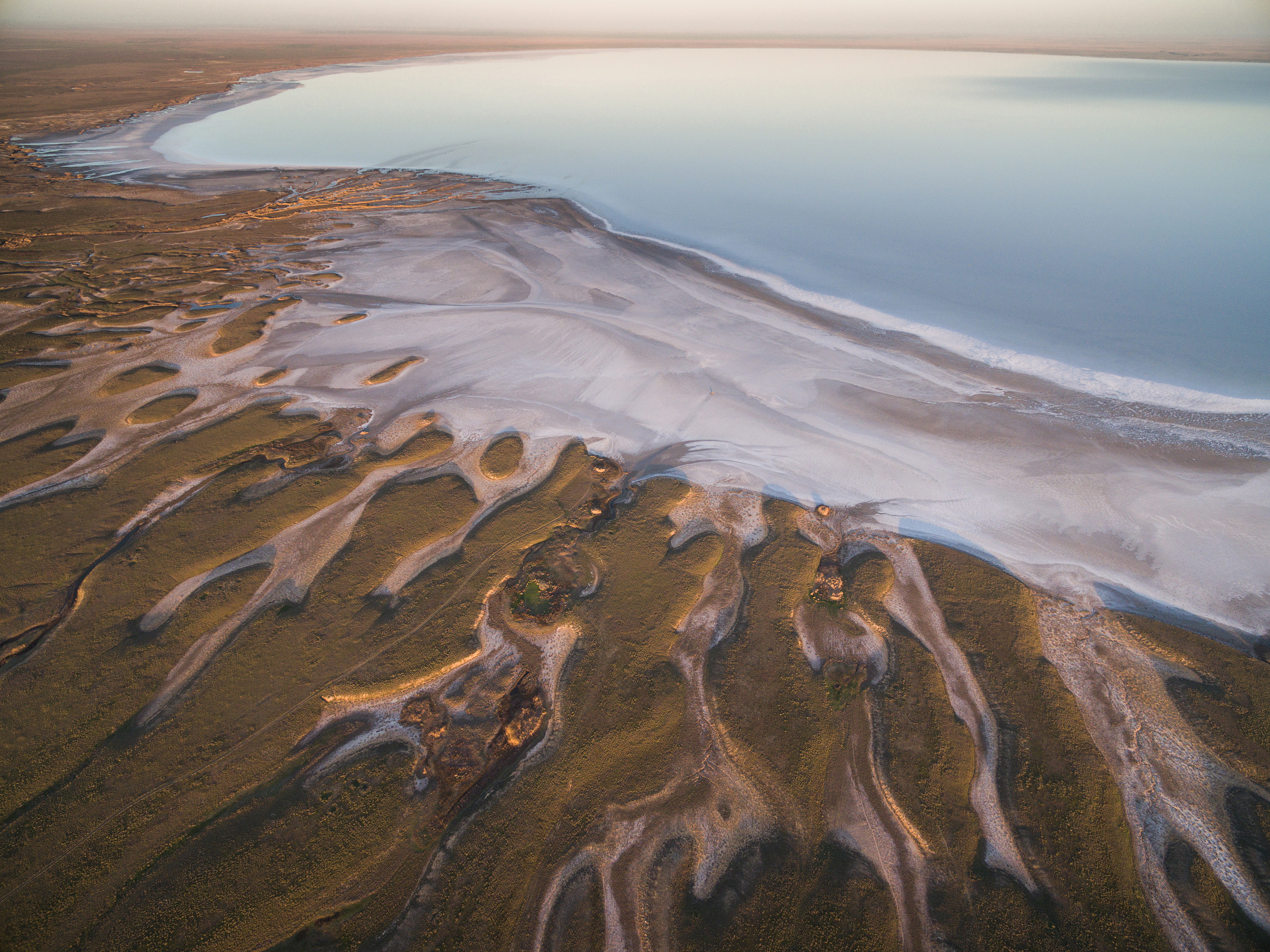
Le rivage du lac Elton. Mai 2018.

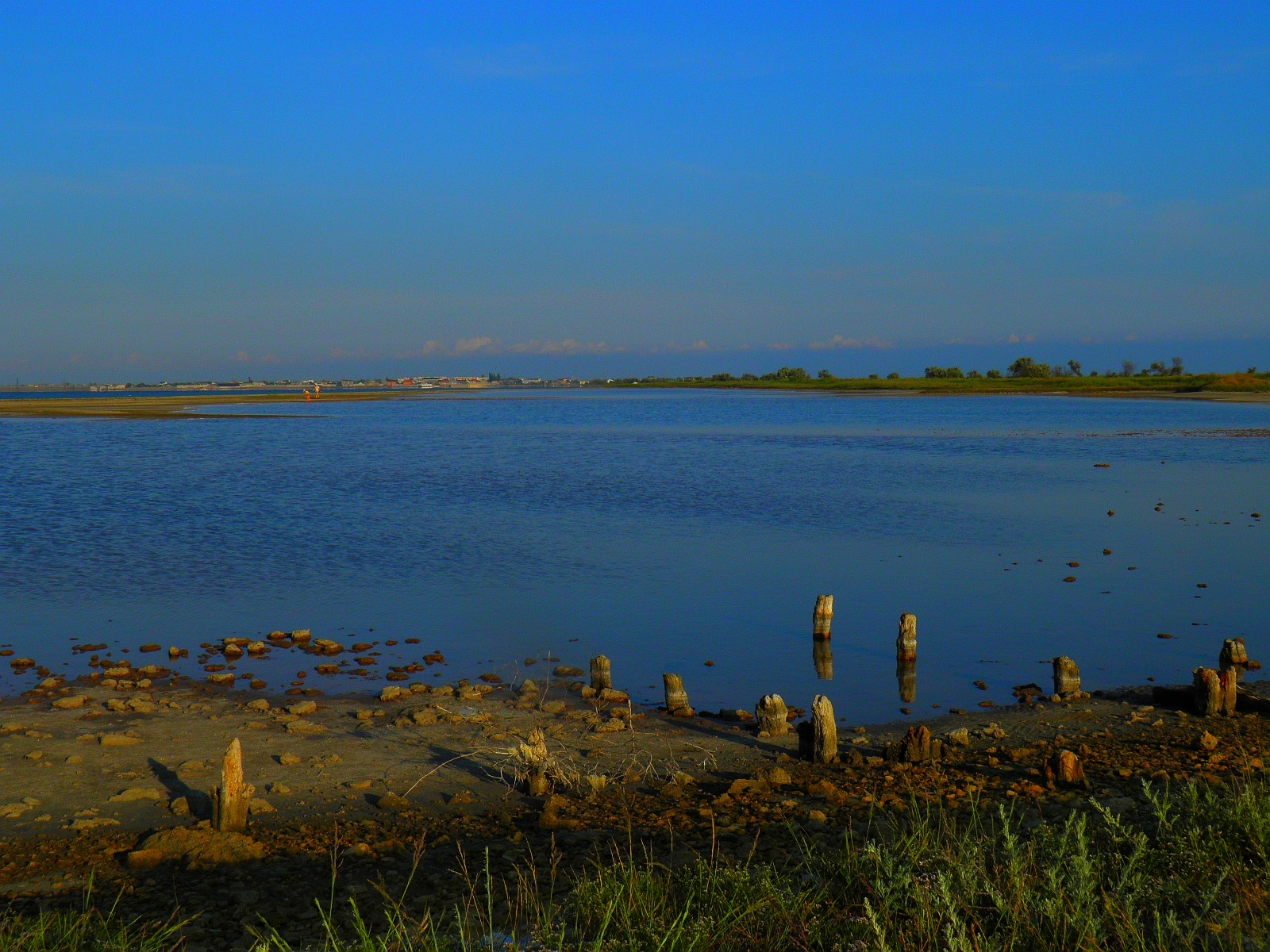
Vu du lac Elton depuis ses berges

Le lac Elton (en russe : Эльтон) est un lac salé de l'oblast de Volgograd en Russie, situé à proximité de la frontière du Kazakhstan. Sa superficie est de 152 km2 et sa profondeur varie de 0,3 à 0,6 m. Son altitude est de 18 m au-dessous du niveau de la mer.
Le lac constitue une réserve de biosphère, reconnue par l'Unesco en 2019.

## Source
- Grande Encyclopédie soviétique